# スウィフト020
スウィフト020
Swift020の神戸デモフライト、2018年7月21日、神戸メリケンパークにて
- 用途：VTOL自律ターンキーソリューション
- 分類：無人航空機(UAV)
- 製造者：スウィフト・エンジニアリング
- 運用者：  - スウィフト・エックスアイ
  - スウィフト・タクティカル・システムズ
- 初飛行：2016年
- 生産開始：2014年
- 運用状況：運用中
- 派生型：スウィフト・クレーン[1]

スウィフト020 (Swift020) は、スウィフト・エンジニアリングが開発した、大きな翼に4つのプロペラを備えた固定翼型UAS。VTOLタイプのドローン。X-Blade Technology（エックス ブレード テクノロジー）という独自の技術で、垂直での離着陸を可能にしている。4年間の研究開発と2年間の実証実験を繰り返し、100km を超える長距離飛行を可能にしている。

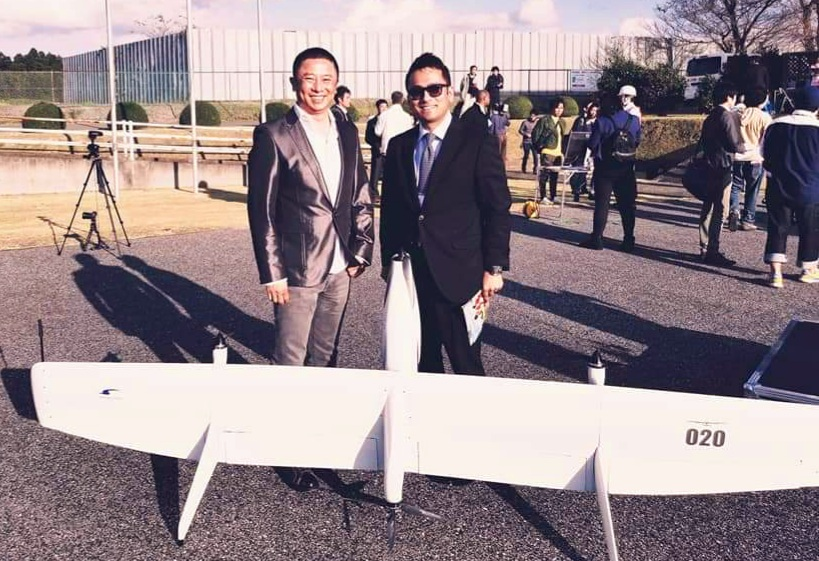
葉県での最初のSwift020デモでニック・バルアとヒロ松下（2017年）

## スペック
主要スペック
- 機体重量：18kg　※機体およびバッテリー
- 最大重量：20kg　※飛行可能な最大重量
- サイズ　：3.8m  x 0.87m

操作限界
- 動力源　　：バッテリー
- ペイロード：1.0kg
- 飛行速度　：30km/h～
- 飛行高度　：30～60m（操作高度）
- 限界高度　：3,000m
- 通信距離　：40km（通常時）、100km（ブースター使用時）
- 航続時間　：1時間
- 航続距離　：70km
- GCS　　　：Mobile
- 操作方法　：完全自律飛行（独自技術Swift autopilotを使用）、もしくは手動操作。

安全対策
- ハッキング対策（独自技術による乗っ取り操作防止）
- 自己診断機能（動力部、フラップなどの異常感知など）
- 障害物回避
- 緊急着陸機能（独自技術による安全地帯への自動着陸）

活用例
- 農業：広域な画像収集・専用解析ソフトによる農作物の生産効率向上
- 救急・防災：天災による被災者や、遭難者やけが人への救急キット輸送
- 地形測量：高精度カメラと専用ソフトによる測量の高速化
- 海上調査：海洋上の偵察飛行、航行中の船への自動着陸
- 災害調査：閉鎖地域の災害状況の即時確認
- 科学調査：火山等危険地域上空からの情報収集

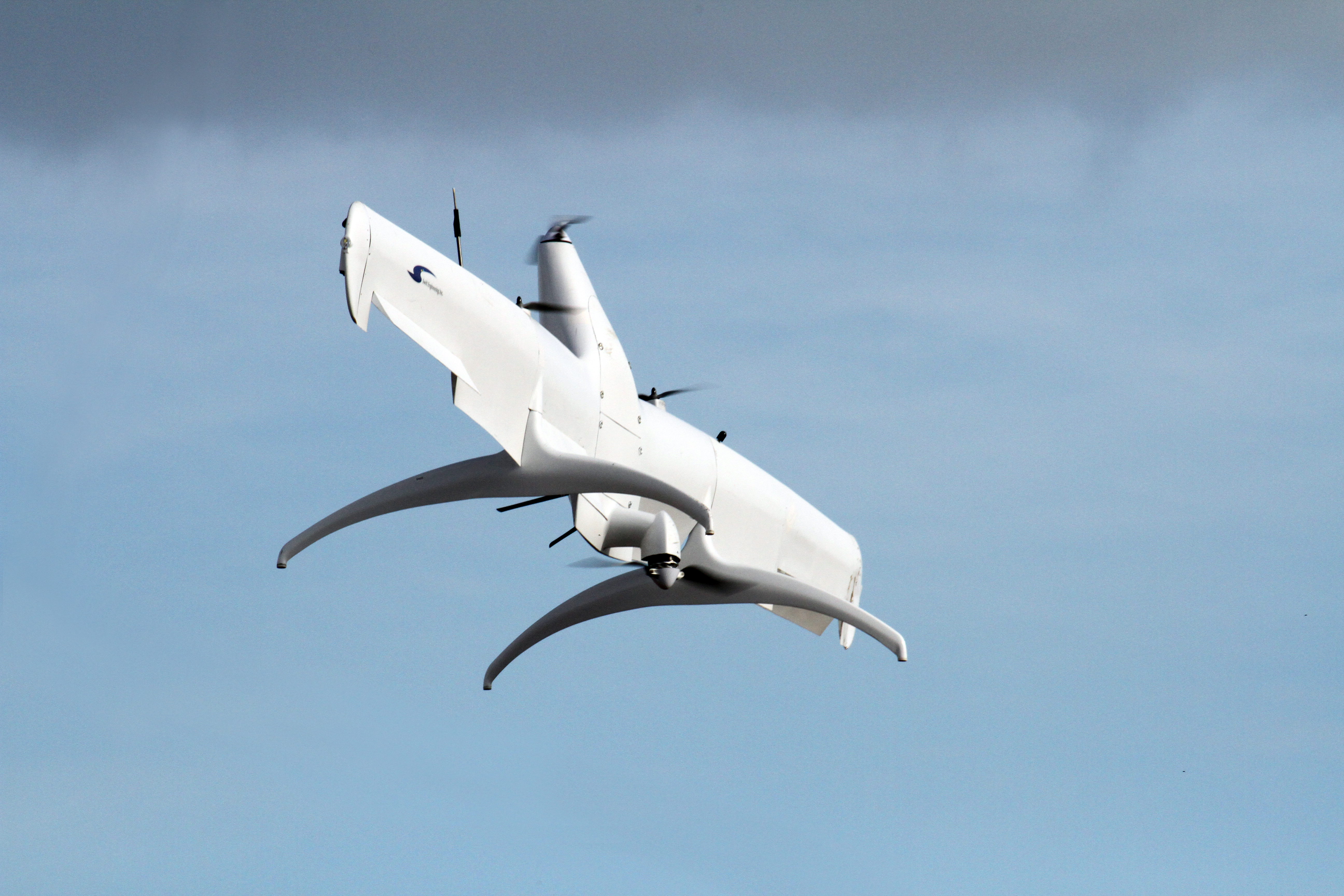
日本の淡路島でのSwift021の最初のテスト飛行（2019年）

## UAS（Unmanned Aerial System）開発実績
- 2002年：“BAT”の開発に成功、2009年にノースロップ・グラマン(Northrop Grumman Corp.)に使用権を売却。
- 2016年：超高性能VTOL型UAS “Swift 020”を開発し、カリフォルニア州オレンジ郡に対し、サービス提供を行っている。
- 2019年：バハマの国家安全保障省との間に、55機のドローンの購入および訓練などを含む契約を締結した[7]。

## デモフライト
神戸市メリケンパーク　2018年7月21日、兵庫県庁、神戸市役所、その他関係者に向けて開催された。人口密集地域でのデモフライトは世界初。主催は神戸市役所、兵庫県庁、スウィフト・エックスアイ（Swift Engineering 子会社）。兵庫県知事-井戸敏三、神戸市長-久元喜造も参加。